# بيل بانتينغ
بيل بانتينغ (بالإنجليزية: Bill Bunting)‏ مواليد 26 أغسطس 1947 في نيوبيرن، هو لاعب كرة سلة أمريكي سابق. تم اختياره من قبل فريق نيويورك نيكس خلال الدرافت. يبلغ طوله 6 قدم 8 بوصة (2.0 م). لعب مع كارولاينا كوغارز وبروكلين نتس.

## روابط خارجية
- بيل بانتينغ على موقع سبورتس رفرنس (الإنجليزية)
- بيل بانتينغ على موقع كلية كرة السلة في سبورتس رفرنس.كوم (الإنجليزية)
- بيل بانتينغ على موقع ريلجم (الإنجليزية)
- بيل بانتينغ على موقع بروبوليرز (الإنجليزية)